# Dänischer Fußballpokal 1982/83
Der Dänische Fußballpokal 1982/83 war die 29. Austragung des dänischen Pokalwettbewerbs der Männer. Er wurde vom dänischen Fußballverband ausgetragen. Das Finale fand traditionell am Himmelfahrtstag (12. Mai 1983) im Københavns Idrætspark von Kopenhagen statt. Pokalsieger wurde Odense BK, der sich im Finale gegen B 1901 Nykøbing durchsetzte.
Das Halbfinale wurde in Hin- und Rückspiel entschieden. In den anderen Runden wurden die Begegnungen in einem Spiel ausgetragen. Bei unentschiedenem Ausgang wurde zur Ermittlung des Siegers eine Verlängerung gespielt. Stand danach kein Sieger fest, folgte ein Elfmeterschießen.

## 1. Runde
Es nahmen 48 Mannschaften von der dritten Klasse abwärts sowie acht Zweitligisten teil.

## 2. Runde
Teilnehmer waren die 28 Sieger der ersten Runde, acht weitere Zweitligisten und vier Erstligisten.
|                         | Ergebnis              |                         |
| ----------------------- | --------------------- | ----------------------- |
| AB Gladsaxe             | 3:2 n. V.             | BK Frem Kopenhagen      |
| BK Avarta               | 3:1                   | Gentofte-Vangede IF     |
| B 1903 Kopenhagen       | 2:1                   | Holbæk B&I              |
| B 1908 Amager           | 0:3 n. V.             | Brønshøj BK             |
| B 1909 Odense           | 5:3                   | IF AIA-Tranbjerg        |
| B 1913 Odense           | 2:0                   | Randers SK Freja        |
| Bramming BK             | 1:3                   | Silkeborg IF            |
| Brøndby IF              | 16:10                 | BK Pioneren             |
| Frederikshavn fI        | 2:2 n. V. (3:4 i. E.) | Kolding IF              |
| Frederiksværk FK        | 3:3 n. V. (3:5 i. E.) | Glostrup IC             |
| BK Fremad Valby         | 1:0                   | Albertslund IF          |
| Herfølge BK             | 1:0                   | Kolding IF              |
| Herning Fremad          | 1:0                   | Hjørring IF             |
| Herning KFUM            | 1:0                   | Horsens fS              |
| Hellerup IK             | 2:0                   | Fremad Amager           |
| Holstebro BK            | 2:2 n. V. (2:4 i. E.) | Odense KFUM             |
| Kastrup BK              | 5:1                   | Vordingborg IF          |
| Sankt Klemens Fangel IF | 1:3 n. V.             | Odense Kammeraternes SK |
| BK Sylvia               | 1:2                   | BK Union                |
| Viborg FF               | 3:2 n. V.             | Kalundborg GB           |

## 3. Runde
Teilnehmer: Die 20 Sieger der zweiten Runde und zwölf weitere Vereine aus der 1. Division 1982.
|                      | Ergebnis  |                         |
| -------------------- | --------- | ----------------------- |
| B 1901 Nykøbing      | 2:0       | Odense Kammeraternes SK |
| Brøndby IF           | 2:0       | BK Avarta               |
| Brønshøj BK          | 2:0       | AB Gladsaxe             |
| Glostrup IC          | 1:0 n. V. | B 1903 Kopenhagen       |
| Herning Fremad       | 0:2       | Herfølge BK             |
| Herning KFUM         | 0:1 n. V. | B.93 Kopenhagen         |
| Hvidovre IF          | 0:2       | Lyngby BK               |
| Ikast FS             | 2:0       | Esbjerg fB              |
| Kastrup BK           | 1:0       | Aarhus GF               |
| Køge BK              | 4:1 n. V. | Vejle BK                |
| Kjøbenhavns Boldklub | 2:1       | B 1913 Odense           |
| Odense BK            | 1:0 n. V. | B 1909 Odense           |
| Odense KFUM          | 2:0       | Hellerup IK             |
| Silkeborg IF         | 0:2       | Næstved IF              |
| BK Union             | 0:5       | Kolding IF              |
| Viborg FF            | 5:1       | BK Fremad Valby         |

## 4. Runde
Teilnehmer: Die 16 Sieger der dritten Runde.
|                 | Ergebnis              |                      |
| --------------- | --------------------- | -------------------- |
| B 1901 Nykøbing | 3:0                   | Brøndby IF           |
| Ikast FS        | 1:0 n. V.             | B.93 Kopenhagen      |
| Kastrup BK      | 1:3 n. V.             | Køge BK              |
| Kolding IF      | 3:1                   | Brønshøj BK          |
| Lyngby BK       | 2:1 n. V.             | Kjøbenhavns Boldklub |
| Odense BK       | 3:1                   | Herfølge BK          |
| Odense KFUM     | 0:5                   | Næstved IF           |
| Viborg FF       | 0:0 n. V. (3:1 i. E.) | Glostrup IC          |

## Viertelfinale
|                 | Ergebnis  |            |
| --------------- | --------- | ---------- |
| B 1901 Nykøbing | 3:0       | Næstved IF |
| Køge BK         | 0:2       | Odense BK  |
| Lyngby BK       | 2:0       | Kolding IF |
| Viborg FF       | 2:1 n. V. | Ikast FS   |

## Halbfinale
|                 | Gesamt |           | Hinspiel | Rückspiel |
| --------------- | ------ | --------- | -------- | --------- |
| B 1901 Nykøbing | 4:1    | Viborg FF | 4:0      | 0:1       |
| Lyngby BK       | 2:3    | Odense BK | 1:0      | 1:3       |

## Finale
| Paarung         | Odense BK – B 1901 Nykøbing |
| Ergebnis        | 3:0 (1:0) |
| Datum           | 12. Mai 1983 |
| Stadion         | Københavns Idrætspark, Kopenhagen |
| Zuschauer       | 7.700 |
| Schiedsrichter  | Erik Steen Jensen |
| Tore            | 1:0 Frank Petersen (22.) 2:0 Morten Donnerup (69.) 3:0 Keld Bordinggaard (90.) |
| Odense BK       | Lars Høgh – Ulrik Moseby, Allan Nielsen, Frank Klausen, Carsten Margaard (17. Hans Peter Utoft) – Frank Petersen, Morten Donnerup, Jan Bramsen – Keld Bordinggaard, Vilhelm Munk Nielsen, Preben Knudsen. Cheftrainer: Richard Møller Nielsen |
| B 1901 Nykøbing | Henrik Rønnebro – Søren Jørgensen, Johnny Bøgvad, Kim Paalsen (50. Ole Jacobsen), Per Schmidt – Boye Larsen, Steen Rasmussen, Bo Romme – Mogens Kjeldsen, Per Jensen (37. Finn Petersen), Finn Jørgensen. Cheftrainer: Torben Storm           |